# Chersotis elegans
Chersotis elegans är en fjärilsart som beskrevs av Eduard Friedrich Eversmann 1837. Chersotis elegans ingår i släktet Chersotis och familjen nattflyn. Inga underarter finns listade i Catalogue of Life.